# Epipedocera cabigasiana
Epipedocera cabigasiana là một loài bọ cánh cứng trong họ Cerambycidae.